# Penderecki & Lutosławski: String Quartets
Penderecki & Lutosławski: String Quartets – piąty album polskiego kwartetu smyczkowego Royal String Quartet. Został wydany w 2013 r. międzynarodowym nakładem wydawnictwa Hyperion (numer katalogowy CDA67943). To trzeci album kwartetu pod szyldem brytyjskiej wytwórni. Płyta została nominowana do Fryderyka 2014 w kategorii muzyki poważnej – „Najlepszy Album Polski Za Granicą”.

## Lista utworów
| 1. | "String Quartet No. 1" Krzysztof Penderecki                                | 7:01  |
|    |                                                                            |       |
| 2. | "String Quartet No. 2" Krzysztof Penderecki                                | 8:10  |
|    |                                                                            |       |
| 3. | "String Quartet No. 3 'Leaves of an unwritten diary'" Krzysztof Penderecki | 19:04 |
|    |                                                                            |       |
| 4. | "String Quartet: Introductory" Witold Lutosławski                          | 9:06  |
|    |                                                                            |       |
| 5. | "String Quartet: Main" Witold Lutosławski                                  | 15:59 |
|    |                                                                            |       |
|    |                                                                            | 59:20 |
|    |                                                                            |       |

## Personalia
- Royal String Quartet:
  - Izabella Szałaj-Zimak – I skrzypce
  - Elwira Przybyłowska – II skrzypce
  - Marek Czech – altówka
  - Michal Pepoł – wiolonczela
- Simon Eadon – aranżacja dźwięku
- Stephen Frost – redagowanie
- Andrew Keener – producent muzyczny
- Simon Perry – producent wykonawczy
- Łukasz Pepoł – zdjęcia
- Ewa Gargulińska – okładka
- Adrian Thomas – wkładka muzyczna
- Tim Parry – redakcja wkładki
- Arne Muus – tłumaczenie książeczki płyty